# Vaudeloges
Vaudeloges est une ancienne commune française située dans le département du Calvados en région Normandie, devenue le 1er janvier 2017 une commune déléguée au sein de la commune nouvelle de Saint-Pierre-en-Auge.
Elle est peuplée de 189 habitants.

## Géographie
| Courcy        | L'Oudon (comm. nouv. de Saint-Pierre-en-Auge) | L'Oudon (comm. nouv. de Saint-Pierre-en-Auge) |
| Louvagny      | Vaudeloges                                    | L'Oudon (comm. nouv. de Saint-Pierre-en-Auge) |
| Barou-en-Auge | Norrey-en-Auge                                | L'Oudon (comm. nouv. de Saint-Pierre-en-Auge) |

## Toponymie
Le nom de la localité est attesté sous les formes Gualdelogie au XIIe siècle (Orderic Vital, t. II, liv. v, p. 435), Vallis de Logiis vers 1250 (charte de Barbery, 317), Vallis de Loges en 1417 (magni rotuli, p. 279), Vau-de-Loges en 1703 (d’Anville, dioc. de Lisieux).

## Histoire
En 1833, Vaudeloges (220 habitants en 1831) absorbe une partie d'Abbeville (148 habitants, au sud-est du territoire) et Réveillon (166 habitants, au nord-est).
Le 1er janvier 2017, Vaudeloges intègre avec treize autres communes la commune de Saint-Pierre-en-Auge créée sous le régime juridique des communes nouvelles instauré par la loi no 2010-1563 du 16 décembre 2010 de réforme des collectivités territoriales. Les communes de Boissey, Bretteville-sur-Dives, Hiéville, Mittois, Montviette, L'Oudon, Ouville-la-Bien-Tournée, Sainte-Marguerite-de-Viette, Saint-Georges-en-Auge, Saint-Pierre-sur-Dives, Thiéville, Vaudeloges et Vieux-Pont-en-Auge deviennent des communes déléguées et Saint-Pierre-sur-Dives est le chef-lieu de la commune nouvelle.

## Politique et administration

### Liste des maires
| Période                                  | Période       | Identité          | Étiquette | Qualité                               |
| ---------------------------------------- | ------------- | ----------------- | --------- | ------------------------------------- |
| Les données manquantes sont à compléter. |               |                   |           |                                       |
| juin 1920                                | après 1949    | Henri Catherine   |           |                                       |
| ca. 1961                                 |               | Gustave Marie     |           |                                       |
| ?                                        | après 1982    | René Tabouret     |           |                                       |
| mars 1989                                | mars 2008     | Pierre Vinandy    |           | Employé des Postes retraité           |
| mars 2008                                | mars 2014     | Delphine Canchel  | MoDem     | Décoratrice d'intérieur               |
| mars 2014                                | décembre 2016 | Véronique Maymaud | DVD       | Directrice de communication retraitée |

Le conseil municipal était composé de onze membres dont le maire et trois adjoints. Quatre de ces conseillers intègrent le conseil municipal de Saint-Pierre-en-Auge le 1er janvier 2017 jusqu'en 2020 et Véronique Maymaud devient maire délégué.

### Liste des maires délégués
| Période      | Période  | Identité          | Étiquette | Qualité                                                               |
| ------------ | -------- | ----------------- | --------- | --------------------------------------------------------------------- |
| janvier 2017 | En cours | Véronique Maymaud | DVD       | Directrice de communication retraitée Réélue pour le mandat 2020-2026 |

## Démographie
L'évolution du nombre d'habitants est connue à travers les recensements de la population effectués dans la commune depuis 1793. À partir du 1er janvier 2009, les populations légales des communes sont publiées annuellement dans le cadre d'un recensement qui repose désormais sur une collecte d'information annuelle, concernant successivement tous les territoires communaux au cours d'une période de cinq ans. 
Pour les communes de moins de 10 000 habitants, une enquête de recensement portant sur toute la population est réalisée tous les cinq ans, les populations légales des années intermédiaires étant quant à elles estimées par interpolation ou extrapolation. Pour la commune, le premier recensement exhaustif entrant dans le cadre du nouveau dispositif a été réalisé en 2006,.
En 2021, la commune comptait 189 habitants, en évolution de −9,13 % par rapport à 2015 (Calvados : +1,58 %, France hors Mayotte : +2,49 %).
Vaudeloges a compté jusqu'à 452 habitants en 1836 (recensement faisant suite à l'absorption des territoires voisins en 1833). Il est difficile de comparer avec les recensements précédents, seule une partie d'Abbeville ayant été absorbée.
| 1793 | 1800 | 1806 | 1821 | 1831 | 1836 | 1841 | 1846 | 1851 |
| ---- | ---- | ---- | ---- | ---- | ---- | ---- | ---- | ---- |
| 200  | 171  | 210  | 218  | 220  | 452  | 436  | 398  | 357  |

| 1856 | 1861 | 1866 | 1872 | 1876 | 1881 | 1886 | 1891 | 1896 |
| ---- | ---- | ---- | ---- | ---- | ---- | ---- | ---- | ---- |
| 350  | 348  | 339  | 301  | 304  | 342  | 377  | 347  | 350  |

| 1901 | 1906 | 1911 | 1921 | 1926 | 1931 | 1936 | 1946 | 1954 |
| ---- | ---- | ---- | ---- | ---- | ---- | ---- | ---- | ---- |
| 300  | 292  | 314  | 285  | 283  | 283  | 290  | 282  | 285  |

| 1962 | 1968 | 1975 | 1982 | 1990 | 1999 | 2006 | 2011 | 2016 |
| ---- | ---- | ---- | ---- | ---- | ---- | ---- | ---- | ---- |
| 274  | 231  | 180  | 146  | 176  | 153  | 194  | 213  | 203  |

| 2019 | - | - | - | - | - | - | - | - |
| ---- | - | - | - | - | - | - | - | - |
| 192  | - | - | - | - | - | - | - | - |

## Culture locale et patrimoine

### Lieux et monuments
- Église Notre-Dame de Vaudeloges du XVIe siècle.
- Église Notre-Dame d'Abbeville du XIIIe siècle.
- Église Saint-Leu de Réveillon, en grande partie médiévale.